# Dinastía Sui
La dinastía Sui (en chino tradicional: 隋朝, chino medieval /*ziuᴇ ʈˠiᴇu/; mandarín moderno (pinyin): Suí cháo; 581-618) siguió a las Dinastías Meridionales y Septentrionales y precedió a la dinastía Tang en China. Duró 37 años y acabó con alrededor de cuatro siglos de gobierno compartido entre dinastías autoproclamadas tanto en el norte, como en el sur.
La dinastía Sui se compara a menudo con la anterior dinastía Qin en cuanto a sus posesiones y a la crueldad de sus logros. El pronto colapso de la dinastía Sui se ha atribuido a las tiránicas exigencias del gobierno sobre el pueblo, que soportó el terrible agobio de los impuestos y el trabajo obligatorio. Estos recursos se agotaron con la construcción del Gran Canal —un desafío de ingeniería monumental— y en el emprendimiento de otros proyectos de construcción, incluyendo la reconstrucción de la Gran Muralla China. Debilitada por costosos fracasos militares contra Corea a principios del siglo VII, la dinastía se desintegró por una combinación de revueltas populares, deslealtad y asesinatos.

## El emperador Wen y la fundación de la dinastía Sui
Hacia finales de las dinastías del Norte y del Sur, el pueblo Xianbei gobernados por los Zhou del Norte conquistó a la dinastía Qi del Norte en 577 y reunificó el norte de China. Para entonces, Yang Jian, un general de los Zhou del Norte que más tarde fundaría la dinastía Sui, se convirtió en el regente de la corte de los Zhou del Norte. El clan de Yang Jian, el clan Yang de Hongnong, tenía orígenes Han y reivindicaba su ascendencia del general de la dinastía Han Yang Zhen, pero se había casado con los xianbei durante generaciones.  La hija de Yang Jian era la emperatriz viuda, y su hijastro, el emperador Jing de Zhou del Norte, era un niño. Tras aplastar a un ejército en las provincias orientales, Yang Jian usurpó el trono a los gobernantes de Zhou del Norte y se convirtió en Emperador Wen de Sui. Aunque anteriormente era el duque de Sui cuando servía en la corte de Zhou, donde el carácter "Sui 隨" significa literalmente "seguir" e implica lealtad, el emperador Wen creó el carácter único "Sui (隋)", transformado a partir del carácter de su antiguo título, como nombre de su recién fundada dinastía. En una sangrienta purga, hizo eliminar a cincuenta y nueve príncipes de la familia real Zhou, pero aun así llegó a ser conocido como el "Emperador Culto". El emperador Wen abolió las políticas anti-Han del norte de Zhou y recuperó su apellido Han de Yang. Tras ganarse el apoyo de los eruditos confucianos que ostentaban el poder en las anteriores dinastías Han (abandonando el nepotismo y la corrupción del sistema de nueve rangos), el emperador Wen inició una serie de reformas destinadas a fortalecer su imperio para las guerras que reunificarían China.
En su campaña de conquista del sur, el emperador Wen reunió miles de barcos para enfrentarse a las fuerzas navales de la dinastía Chen en el río Yangtsé. Los más grandes de estos barcos eran muy altos, tenían cinco cubiertas superpuestas y capacidad para 800 personas sin tripulación. Estaban equipados con seis botavaras de 15 metros de largo que se utilizaban para balancear y dañar los barcos enemigos, o para inmovilizarlos de modo que las tropas marinas de Sui pudieran utilizar técnicas de actuación y abordaje. Además de emplear a Xianbei y otros grupos étnicos chinos para la lucha contra Chen, el emperador Wen también empleó el servicio de gente del sureste de Sichuan, que Sui había conquistado recientemente.
En 588, los Sui habían acumulado 518.000 soldados a lo largo de la orilla norte del río Yangtsé, que se extendía desde Sichuan hasta el Mar de China Oriental. La dinastía Chen no pudo resistir semejante asalto. Hacia 589, las tropas Sui entraron en Jiankang (Nanjing) y el último emperador de Chen se rindió. La ciudad fue arrasada, mientras las tropas Sui escoltaban a los nobles de Chen de vuelta al norte, donde los aristócratas del norte quedaron fascinados con todo lo que el sur podía ofrecerles cultural e intelectualmente.
Aunque el emperador Wen era famoso por llevar a la bancarrota al tesoro del estado con proyectos bélicos y de construcción, realizó muchas mejoras en las infraestructuras durante los primeros años de su reinado. Estableció graneros como fuentes de alimentos y como medio para regular los precios de mercado a partir de la tributación de las cosechas, muy al estilo de la anterior dinastía Han. El gran excedente agrícola favoreció el rápido crecimiento de la población hasta alcanzar un máximo histórico, que sólo fue superado en el deceno de la dinastía Tang más de un siglo después.
La capital del estado de Chang'an (Daxing), aunque situada en el corazón militarmente seguro de Guanzhong, estaba alejada de los centros económicos del este y el sur del imperio. El emperador Wen inició la construcción del Gran Canal, con la finalización de la primera ruta (y la más corta) que unía directamente Chang'an con el Río Amarillo (Huang He). Posteriormente, el emperador Yang amplió enormemente la escala de construcción del Gran Canal.

Divisiones de la China Sui bajo Yangdi (regiones occidentales no representadas).

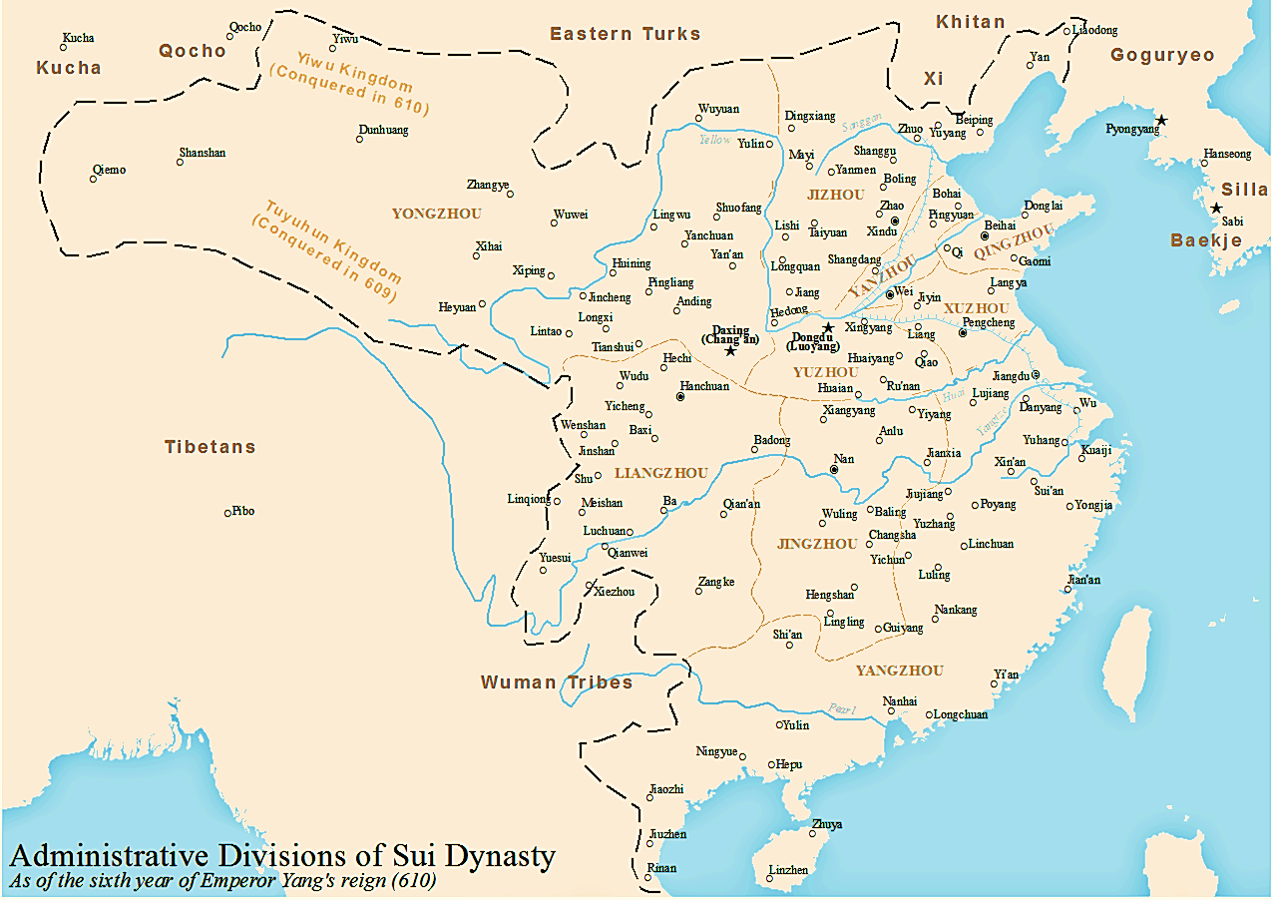
División administrativa de la dinastía Sui hacia el año 610 d. C.

Externamente, el emergente Jaganato Turco (Tujue) nómada en el norte suponía una gran amenaza para la recién fundada dinastía. Con la maniobra diplomática del emperador Wen, el Khaganate se dividió en Oriental y Occidental mitades. Más tarde se consolidó la Gran Muralla para asegurar aún más el territorio septentrional. En los últimos años del emperador Wen, la primera guerra con Goguryeo (Corea), terminó con derrota. No obstante, el célebre "Reinado de Kaihuang" (nombre de época del emperador Wen) fue considerado por los historiadores como uno de los vértices del periodo imperial de dos milenios de la historia china.
Los emperadores Sui pertenecían a la aristocracia militar del noroeste, y citaban como antepasados a los Yang de Hongnong 弘農楊氏, un clan Han. Hacían hincapié en su ascendencia Han, y afirmaban descender del funcionario Han Yang Zhen. El Nuevo Libro de Tang remonta su ascendencia patrilineal a los reyes de la dinastía Zhou a través de los Duques de Jin. Los Li de Zhaojun y los Lu de Fanyang procedían de Shandong y estaban emparentados con el clan Liu, que también estaba relacionado con los Yang de Hongnong y otros clanes de Guanlong.

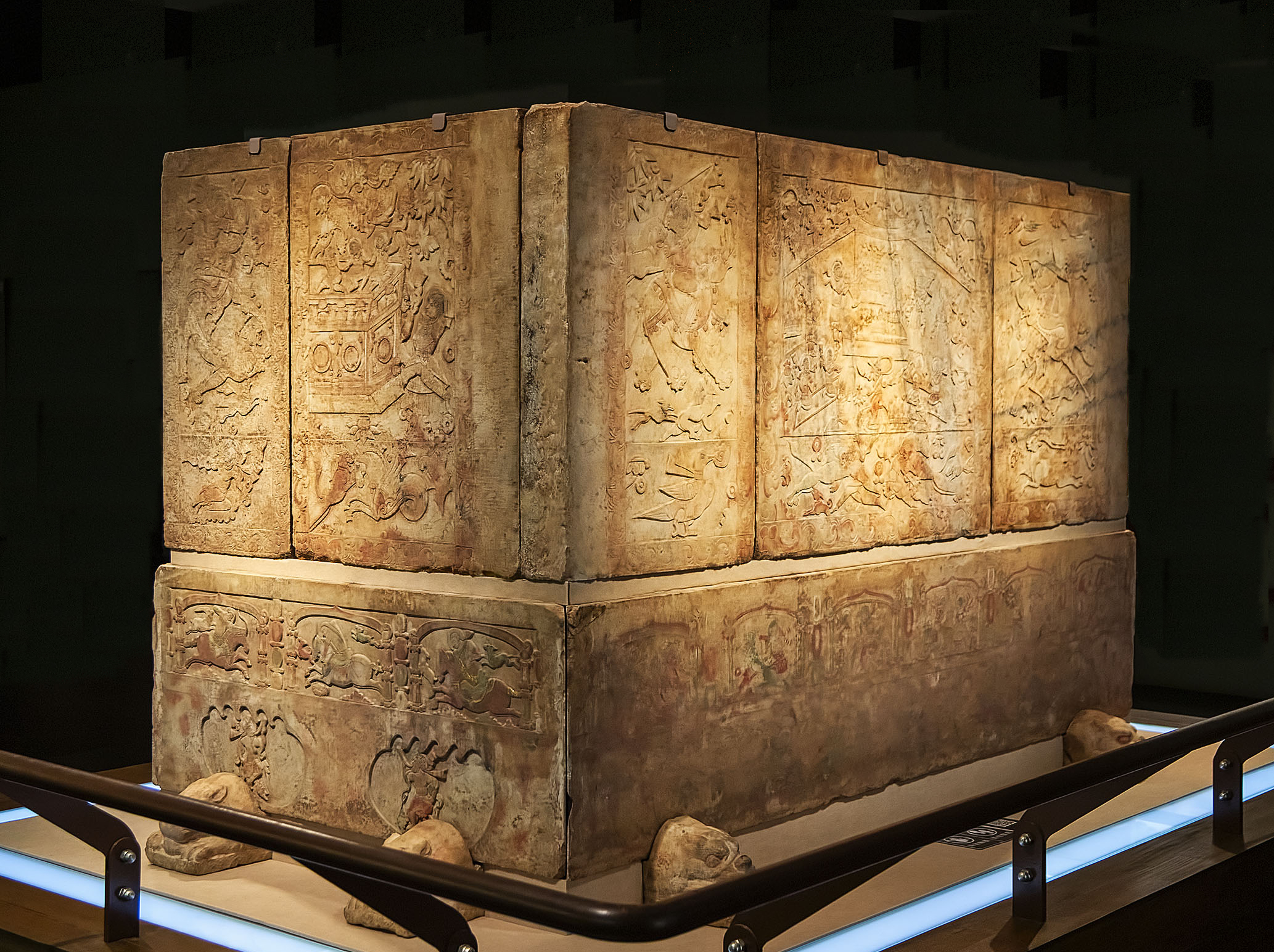
Tumba de Yu Hong, comerciante de Sogdia enterrado en Taiyuan en 592. Museo de Shanxi. Museo de Shanxi.

Los Yang de Hongnong, los Jia de Hedong, los Xiang de Henei y los Wang de Taiyuan de la dinastía Tang fueron reivindicados posteriormente como antepasados por linajes de la dinastía Song. 
La información sobre estos importantes acontecimientos políticos en China se filtró de algún modo hacia el oeste y llegó al Imperio bizantino, la continuación del Imperio romano en el este. De los pueblos túrquicos de Asia Central los romanos orientales derivaron un nuevo nombre para China después de los más antiguos Sinae y Serica: Taugast] (Túrquico antiguo: Tabghach), durante su período Wei del Norte (386-535). El historiador bizantino del siglo VII Theophylact Simocatta escribió una generally accurate depiction de la reunificación de China por el emperador Wen de la dinastía Sui, con la conquista de la dinastía rival Chen en el sur de China. Simocatta situó correctamente estos acontecimientos dentro del período de reinado del gobernante bizantino Mauricio. Simocatta también proporcionó información somera sobre la geografía de China, su división por el río Yangzi y su capital Khubdan (del turco antiguo Khumdan, es decir, Chang'an) junto con su costumbres y cultura, considerando a sus gentes "idólatras" pero sabias en el gobierno. Señaló que el gobernante se llamaba "Taisson", que según él significaba "Hijo de Dios", tal vez el chino Tianzi (Hijo del Cielo) o incluso el nombre del gobernante contemporáneo Emperador Taizong de Tang.

### Gobierno del emperador Wen
Entre sus mayores logros del emperador Wen estuvieron la reestructuración del gobierno para simplificar la administración interna, una revisión del código penal y numerosos proyectos de obras públicas, incluyendo la creación de un complejo sistema de canales que unía los ríos Amarillo, Huai y Yangtsé. Wendi fue también partidario del budismo, y fomentó la difusión de esta religión por todos sus dominios. Reunificó toda China en el año 589, luego de derrotar a la dinastía Chen ubicada en el sur de China. 
Se ocupó también de proteger las fronteras de su nuevo imperio. En el norte dominaban los köktürk, la confederación de pueblos nómadas que controlaba la estepa desde la caída definitiva de los rouran (555). El dominio köktürk se establecía principalmente sobre las estepas orientales hasta alcanzar la taiga-estepa (Manchuria) e inclusive, ser capaces de lanzar varias hordas avanzadas hasta llegar a las estepas occidentales, lindando ya con los territorios del Imperio sasánida y más allá (Imperio bizantino). La enorme extensión de sus territorios, hizo que justamente la confederación llegase a adolecer de una consiguiente debilidad estructural, condenada ya desde épocas tempranas, a sufrir conatos de rebelión tanto por parte de miembros de la familia gobernante, como por adalides regionales deseosos de obtener más poder e influencia. Sabedor de estas debilidades, Yang Jian trató de crear desde un inicio una hábil telaraña política que lograse desestabilizar la propia confederación, ofreciendo su apoyo a las facciones enfrentadas siempre que fuese beneficioso para el estado. Así, mientras que tendía su mano y reconocimiento a los köktürk de las regiones occidentales, las tropas Suì golpeaban y delimitaban el terreno de acción de los köktürk situados en las regiones orientales, que a la postre se alzaban como la rama más importante y noble de toda la confederación.
Estas maquinaciones políticas, juntamente con el reforzamiento de la Gran Muralla, un incremento del número de tropas que patrullaban la frontera septentrional y la creación del gran canal, redujeron enormemente (aunque no al completo) la amenaza de un ataque potencial de los köktürk situados en las regiones orientales. Simultáneamente, esta política permitió también la reapertura de las rutas comerciales occidentales, y de nuevo se desarrolló una próspera relación comercial con Asia Central y Occidental.

## Emperador Yang y colapso de los Jin
Yáng Guǎng (楊廣, r. 604-617) en varios aspectos fue incluso más ambicioso que su padre. Construyó una segunda capital en Luoyang, en el este, para complementar la construida por Wendi en Chang’an. Supervisó el retorno de las regiones del sur de China al Imperio, y la anexión del reino de Champa, en el moderno Vietnam. Sin embargo, fue la ambición de Yangdi (combinada con la mala gestión financiera) lo que finalmente causó la pérdida del imperio. Sus intentos de entrometerse en la política interna de sus vecinos nómadas suscitaron el distanciamiento de la facción de los köktürk del oeste, seguido de la influencia directa sobre las ciudades-Estado de la Cuenca del Tarim, antes bajo una teórica "subordinación tributaria" (que no territorial). 
En el año 612, Yangdi inició una serie de campañas para someter al reino coreano de Goguryeo, que hasta entonces se había negado a pagar tributo. Unas inundaciones desastrosas agravaron el coste de estas campañas fallidas, tanto en recursos como en vidas humanas. Pocos años más tarde, estalló una rebelión por todo el imperio, y en el año 618 Yangdi fue asesinado por sus propios colaboradores. El general Liu Yan, futuro Gaozu de Tang (r. 618-626), colocó al joven Yang You (楊侑) en el trono y estableció un breve gobierno títere con el que gobernó China hasta que asumió formalmente el título de Emperador. Esto dio inicio a la dinastía Tang, considerado como una edad dorada en la historia china. Los Jin desaparecieron definitivamente tras el derrocamiento de Yang Tong (楊侗), quien gobernó brevemente el Oeste de China hasta el año 619, aunque tradicionalmente se fecha el fin de la dinastía con el ascenso de Gaozu un año antes.

## Soberanos de la dinastía Sui
| Nombre póstumo | Nombre póstumo | Nombre personal | Nombre personal | Reinado |
| -------------- | -------------- | --------------- | --------------- | ------- |
| Emperador Wen  | 文皇帝         | Yang Jian       | 楊堅            | 581-604 |
| Emperador Yang | 煬皇帝         | Yang Guang      | 楊廣            | 604-618 |
| —              | —              | Yang You        | 楊侑            | 618-618 |
| Emperador Gong | 恭皇帝         | Yang Tong       | 楊侗            | 618-619 |

## Cultura

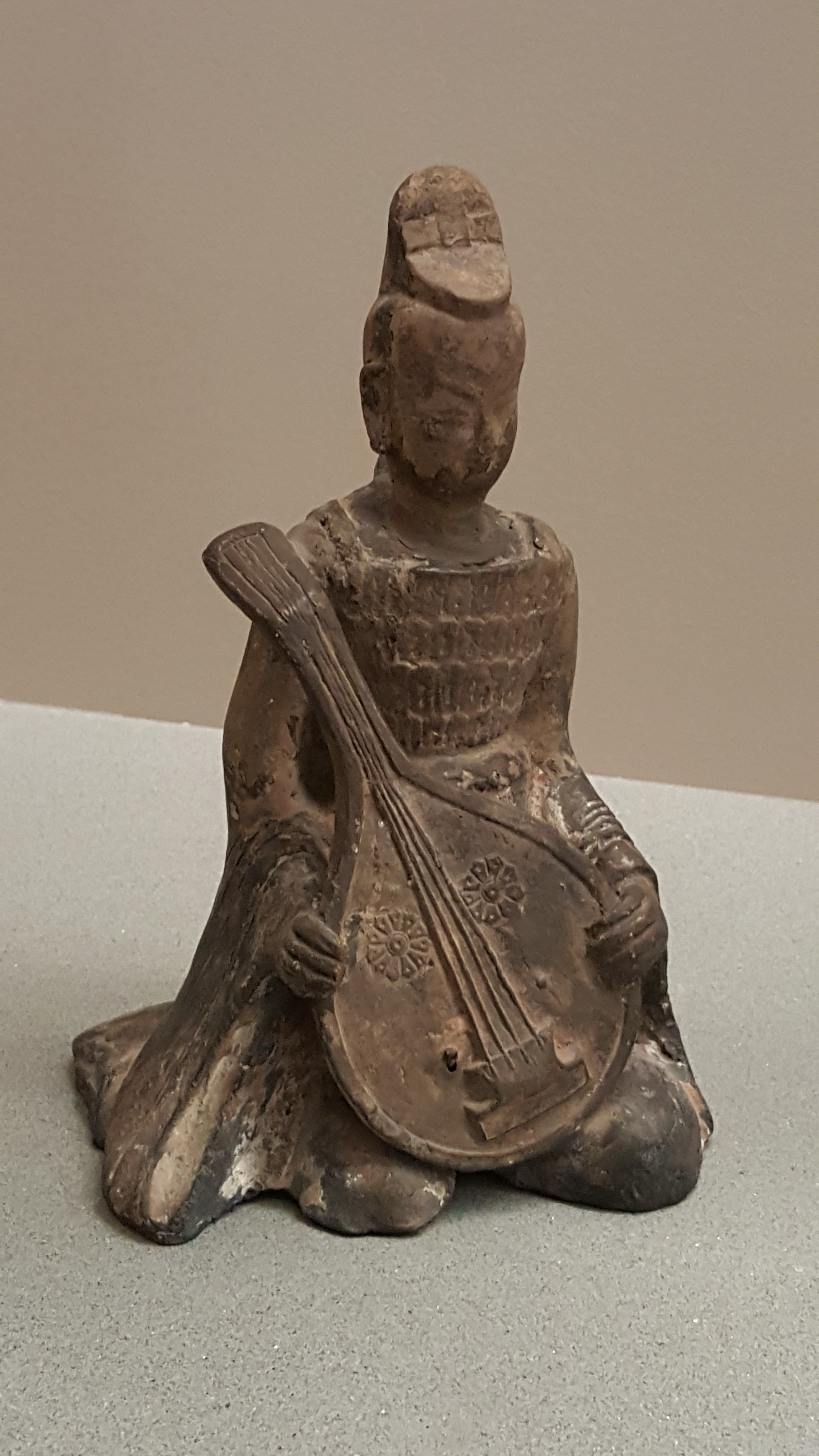
Modelo de un músico con una pipa, dinastía Sui.

Aunque la dinastía Sui fue relativamente efímera, en términos culturales representa una transición respecto a las épocas precedentes, y muchos desarrollos culturales que pueden considerarse incipientes durante la dinastía Sui se ampliaron y consolidaron posteriormente durante la subsiguiente dinastía Tang, y épocas posteriores. Esto incluye no sólo las grandes obras públicas iniciadas, como la Gran Muralla y el Gran Canal, sino también el sistema político desarrollado por Sui, que fue adoptado por Tang con pocos cambios iniciales, salvo en la cúspide de la jerarquía política. Otros desarrollos culturales de la dinastía Sui fueron la religión y la literatura, con ejemplos particulares como el budismo y la poesía.
Los Sui realizaban rituales y sacrificios.

### Taoísmo
La corte Sui siguió una política protaoísta. En el primer reinado de la dinastía, el Estado promovió la escuela taoísta Louguan del Norte, mientras que en el segundo reinado promovió la escuela taoísta Shangqing del Sur, posiblemente debido a la preferencia del emperador Yang por la cultura del Sur.

### Budismo

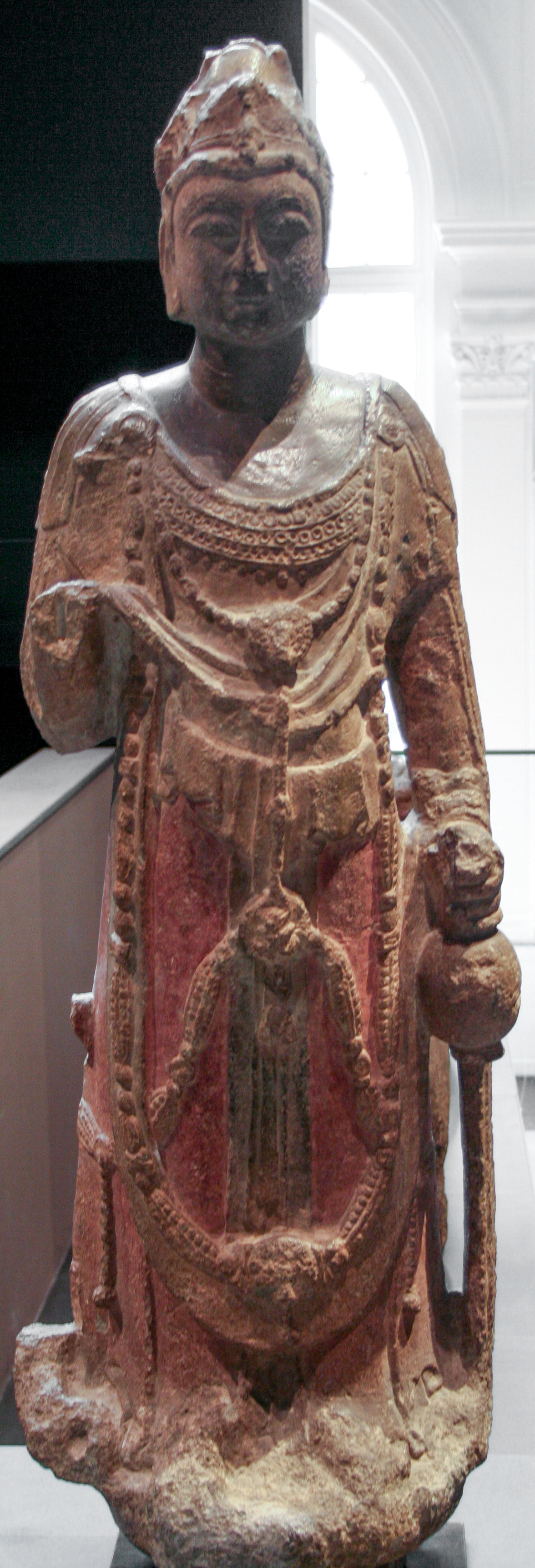
Una estatua de piedra de la dinastía Sui del Avalokitesvara Boddhisattva (Guanyin)

El budismo fue popular durante el periodo de los Dieciséis Reinos y las Dinastías del Norte y del Sur que precedieron a la dinastía Sui, extendiéndose desde la India a través de Kushan Afganistán hasta China durante la Han tardía. El budismo adquirió importancia durante el periodo en que el control político central era limitado. El budismo creó una fuerza cultural unificadora que sacó al pueblo de la guerra y lo introdujo en la dinastía Sui. En muchos sentidos, el budismo fue responsable del renacimiento de la cultura en China bajo la dinastía Sui.
Aunque las primeras enseñanzas budistas se adquirieron a partir de sánscrito sutra de la India, fue a finales de las Seis Dinastías y durante la dinastía Sui cuando empezaron a florecer las escuelas locales chinas de pensamiento budista. Más notablemente, Zhiyi fundó la Tiantai y completó el Gran tratado sobre la Concentración y la Perspicacia, dentro del cual enseñó el principio de "Tres mil reinos en un solo momento de la vida" como la esencia de la enseñanza budista esbozada en el Sutra del Loto.
El emperador Wen y su emperatriz se habían convertido al budismo para legitimar la autoridad imperial sobre China y la conquista de Chen. El emperador se presentó como un rey Cakravartin, un monarca budista que utilizaría la fuerza militar para defender la fe budista. En el año 601 d. C., el emperador Wen hizo distribuir reliquias de Buda en templos de toda China, con edictos que expresaban sus objetivos: "que todas las personas dentro de los Cuatro Mares puedan, sin excepción, desarrollar la iluminación y juntos cultivar un karma afortunado, haciendo que las existencias presentes conduzcan a vidas futuras felices, que la creación sostenida de una buena causalidad nos lleve a todos y cada uno hasta la maravillosa iluminación".: 89  En definitiva, este acto fue una imitación del antiguo Mauryan Emperador Ashoka de India.: 89 

### Confucianismo
El filósofo confuciano Wang Tong escribió y enseñó durante la dinastía Sui, e incluso ocupó brevemente el cargo de secretario de Shuzhou. Su obra más famosa (así como la única que ha sobrevivido), la Explicación de la media (Zhongshuo, 中說) fue compilada poco después de su muerte en 617.

### Poesía

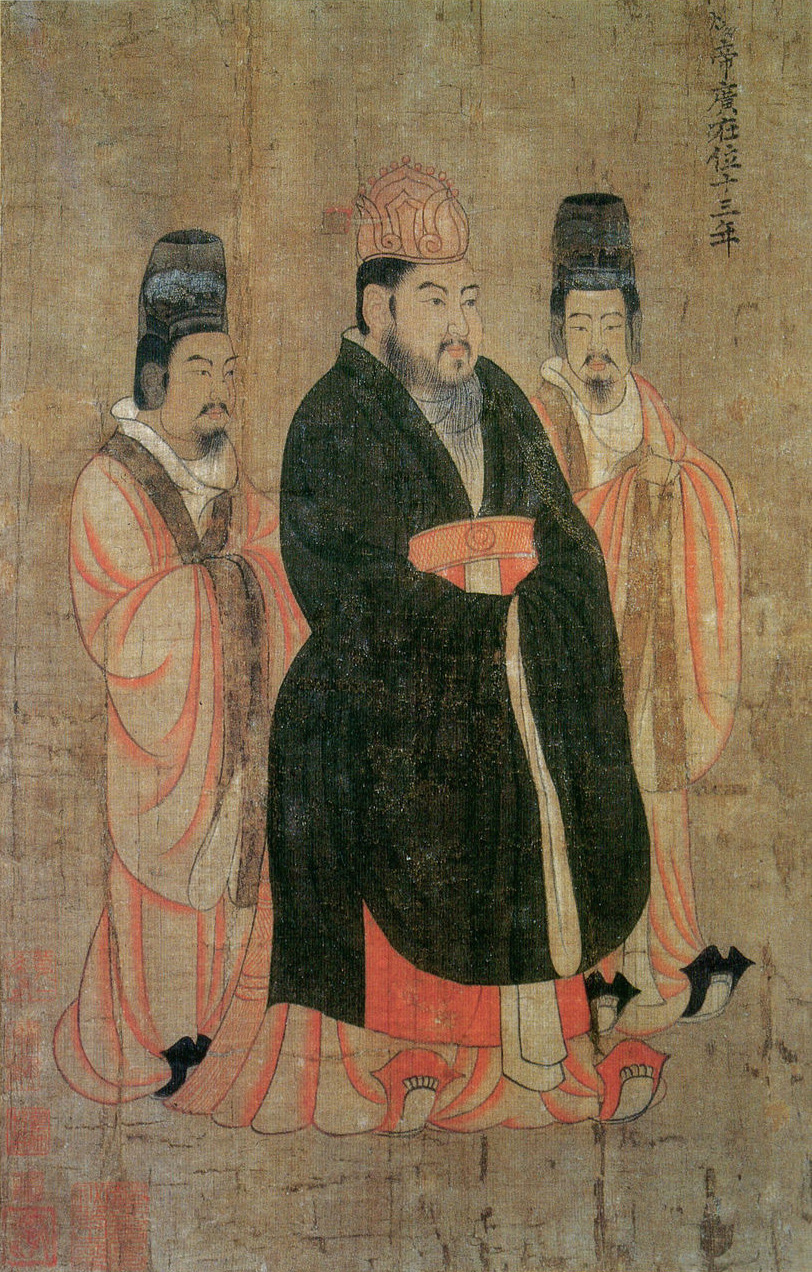
Yang Guang representado como emperador de Sui. Pintado por Yan Liben (600-673).

Aunque se siguió escribiendo poesía y algunos poetas adquirieron relevancia, mientras que otros desaparecieron del panorama, la breve dinastía Sui, en lo que respecta al desarrollo de la poesía china, carece de distinción, aunque representa, no obstante, una continuidad entre las Seis Dinastías y la poesía de Tang. Entre los poetas de la dinastía Sui se encuentran el Yang Guang (580-618), que fue el último emperador Sui (y una especie de crítico de poesía); y también, la Dama Hou, una de sus consortes.